# Jelling
Jelling è un centro abitato della Danimarca situato nella regione della Danimarca Meridionale. Fa parte del comune di Vejle.
Fino al 1º gennaio 2007 la cittadina era capoluogo del comune omonimo soppresso dalla riforma amministrativa. 

## Monumenti e luoghi di interesse

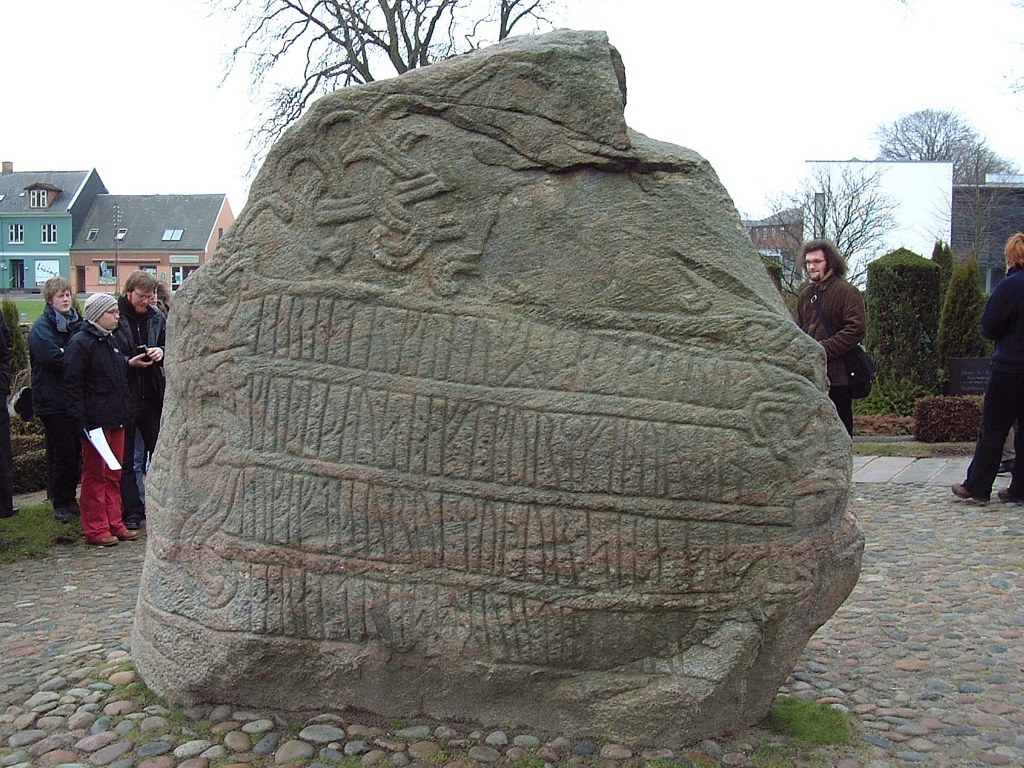
Una delle pietre runiche di Jelling

La cittadina è nota soprattutto per la chiesa di Jelling, i tumuli e le  pietre runiche, tutti inseriti nella lista dei Patrimoni dell'umanità dell'UNESCO. La chiesa si trova tra i due tumuli sul sito in cui un tempo si trovavano delle chiese di legno, gli affreschi di epoca romanica sono stati ricoperti nel 1875 da opere di Magnus Petersen (1827-1917). Nella parte meridionale si trovano affreschi del pittore Johan Thomas Skovgaard (1888-1977).
Il centro visitatori è gestito dal Museo nazionale di Danimarca.
Annualmente, nel mese di maggio, si tiene il Jelling Music Festival, terzo festival musicale più grande della Danimarca.